# Голямо военно сиропиталище (Потсдам)
Голямото военно сиропиталище (на немски: Großes Militärwaisenhaus) е било възпитателно и учебно заведение за децата на паднали в бой, починали или обеднели войници и военни сираци в гр. Потсдам, Германия. Това е най-големият затворен бароков ансамбъл в Потсдам.
Комплексът е основан чрез дарение от пруския крал Фридрих Вилхелм I на 01.11.1724 г. Децата на възраст между 6 и 16 години трябвало да бъдат обучавани по християнство, четене, писане и смятане, а след това да изучат някоя професия. Сградата съществува и днес и подкрепя проекти относно работа с младежта.
Моноптерът, увенчан със златна фигура на Любовта, върху бароковата главна сграда от 1771 г., е една от забележителностите на Потсдам, които могат да се видят отдалеч.
|  | Тази страница частично или изцяло представлява превод на страницата Großes Militärwaisenhaus в Уикипедия на немски. Оригиналният текст, както и този превод, са защитени от Лиценза „Криейтив Комънс – Признание – Споделяне на споделеното“, а за съдържание, създадено преди юни 2009 година – от Лиценза за свободна документация на ГНУ. Прегледайте историята на редакциите на оригиналната страница, както и на преводната страница, за да видите списъка на съавторите. ВАЖНО: Този шаблон се отнася единствено до авторските права върху съдържанието на статията. Добавянето му не отменя изискването да се посочват конкретни източници на твърденията, които да бъдат благонадеждни. |